# Jessie Vihrog
Jessie Vihrog (* 19. Oktober 1907 in Kimberley, Südafrika; † 1. Januar 1996 in Berlin) war eine deutsche Schauspielerin.

## Leben
Ihr Vater arbeitete im Burenstaat als Farmer und kam zu Beginn des Ersten Weltkriegs nach Deutschland, wo sie in Leipzig und Eisenach aufwuchs.
Ihr darstellerisches Debüt gab sie 1921 in Leipzig im Schauspielhaus. 1927 kam sie nach Berlin, knüpfte über die Kollegin Anne Kersten Kontakte zur dortigen Theaterwelt und erhielt ein Engagement an die Barnowsky-Bühnen. Ab 1931 stand Jessie Vihrog regelmäßig vor Filmkameras.
Ihre erste Ehe ging sie 1935 mit dem damaligen Reichsfilmdramaturgen Willi Krause ein.
Nach dem Zweiten Weltkrieg fand die auch als Bildhauerin aktive Künstlerin keinen Anschluss mehr an den Film und die Bühne, heiratete und zog sich ins Privatleben zurück.
Jessie Vihrogs Neffe war der Schauspieler Frithjof Vierock.

## Filmografie
- 1931: Der falsche Ehemann
- 1931: Hurrah – ein Junge
- 1931: Einer Frau muß man alles verzeihn
- 1932: Es wird schon wieder besser
- 1932: Der Frauendiplomat
- 1932: Eine von uns
- 1932: Kampf
- 1932: Die Herren vom Maxim
- 1933: Zwei gute Kameraden
- 1933: Ein Lied für Dich
- 1933: Das lustige Kleeblatt
- 1933: Das Schloß im Süden
- 1933: Keine Angst vor Liebe
- 1933: Zimmermädchen... Dreimal klingeln
- 1933: Schön ist jeder Tag den du mir schenkst
- 1934: Annette im Paradies
- 1934: Die Freundin eines großen Mannes
- 1934: Ein Mädchen mit Prokura
- 1934: Charleys Tante
- 1934: Der Fall Brenken
- 1934: La Paloma
- 1934: Nur nicht weich werden, Susanne!
- 1934: Lockvogel
- 1935: Le Miroir aux Alouettes
- 1935: Friesennot
- 1936: Straßenmusik
- 1936: Nachtwache im Paradies
- 1936: Krach und Glück um Künnemann
- 1938: Ballade
- 1938: Ich bin gleich wieder da
- 1940: Unser kleiner Junge
- 1948: Hallo – Sie haben Ihre Frau vergessen